# Oleg Prudius
Oleg Aleksándrovich Prudius (27 de abril de 1979), más conocido como Vladimir Kozlov, es un ex luchador profesional ucraniano que trabajó en la WWE. Entre sus logros se destaca un reinado como Campeón en Parejas de la WWE junto a Santino Marella.

## Carrera

### Inicios
Prudius ha ganado numerosos campeonatos, siendo el USA Open Heavyweight Sambo Champion de 2005
United States Kickboxing Association (USKBA) International Heavyweight Grappling Champion. Además, estuvo jugando al fútbol americano en el equipo nacional ucraniano en el Santa Barbara College.

### World Wrestling Entertainment / WWE (2006-2011)

#### Territorios de desarrollo (2006-2008)

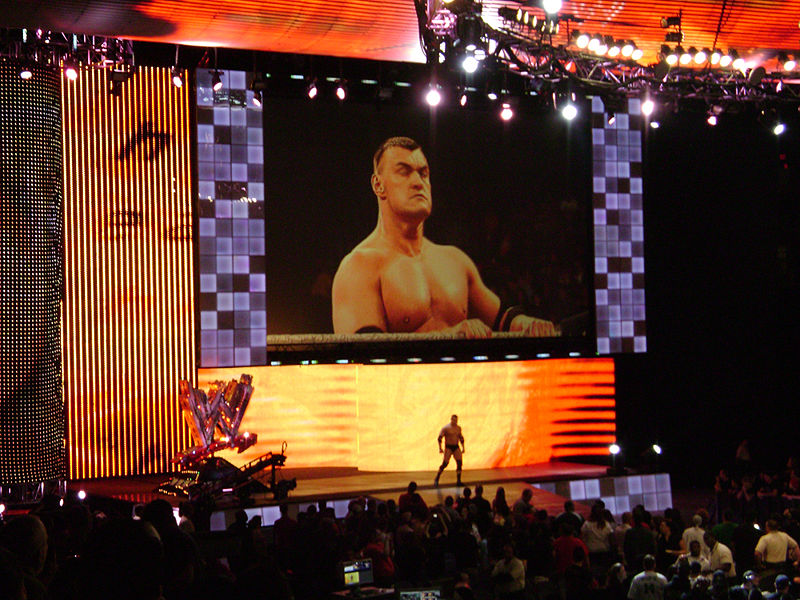
Kozlov entrando en la arena en un dark match el 25 de febrero de 2008.

El 17 de enero de 2006, la World Wrestling Entertainment anunció que Prudius había firmado un contrato de desarrollo con ella y fue enviado a la Deep South Wrestling (DSW). El 7 de abril de 2006, Prudius tuvo su primera pelea en la DSW contra Tommy Suede.
El 5 de mayo de 2006, Prudius peleó en la WWE en una pelea no televisada en un house show en San José, California, derrotando a Rob Conway. La siguiente noche, en otro house show en Sacramento, California, Matt Striker interrumpió una promo de Prudius, llamándole "sucio inmigrante" , haciendo que Prudius le atacara. Prudius entonces cogió el micrófono y dijo que estaba orgulloso de estar en los Estados Unidos.
El 18 de diciembre de 2006, en una edición de RAW, Prudius hizo una aparición como Vladimir Kozlov, la esperanza de la WWE. Durante unas semanas, Kozlov fue entrevistado por la WWE, proclamando su amor por la "Doble Doble E" (WWE), pero se transformó en heel cuando declaró que era superior a dos luchadores que estaban peleando retándoles a que le derrotaran. Tras esto se fue de la TV y entró en un sistema de desarrollo y luchando en varias dark matches. Mientras, ganó el 28 de julio de 2007 en Louisville, Kentucky, el Campeonato Peso Pesado de la OVW tras derrotar a Paul Burchill, pero le dio esa misma noche el campeonato a Michael W. Kruel por un acuerdo que tuvieron.

#### 2008-2009
El 4 de abril de 2008, en una edición de SmackDown, Kozlov hizo su debut oficial como heel, derrotando a Matt Bentley en un squash match. Durante las siguientes semanas, derrotó a Colin Delaney, Funaki, Nunzio, Shannon Moore, Jimmy Wang Yang, Jamie Noble y Domino.
Posteriormente, empezó a demandar "mejor competencia" y atacó a Jeff Hardy y, en las semanas siguientes, al Campeón de la WWE Triple H. Cada semana en SmackDown! acudía y atacaba a Jeff y Triple H, por lo que finalmente se le dio una oportunidad de optar al Campeonato de la WWE, si era elegido por votación popular en Cyber Sunday. Sin embargo, fue Hardy el ganador de la votación. En Survivor Series se enfrentó a Triple H por el Campeonato de la WWE, pero no ganó la lucha (la cual fue ganada por Edge, participante sorpresa). Posteriormente se enfrentó a Matt Hardy, en una lucha en que debía ganar en un tiempo determinado, pero no logró la victoria debido a que Matt hizo durar la pelea para proteger el tiempo de su hermano Jeff. Esto provocó la ira de Kozlov, quien derrotó a Matt en Armageddon en una lucha en la que el Campeonato de la ECW de Matt Hardy no estaba en juego.

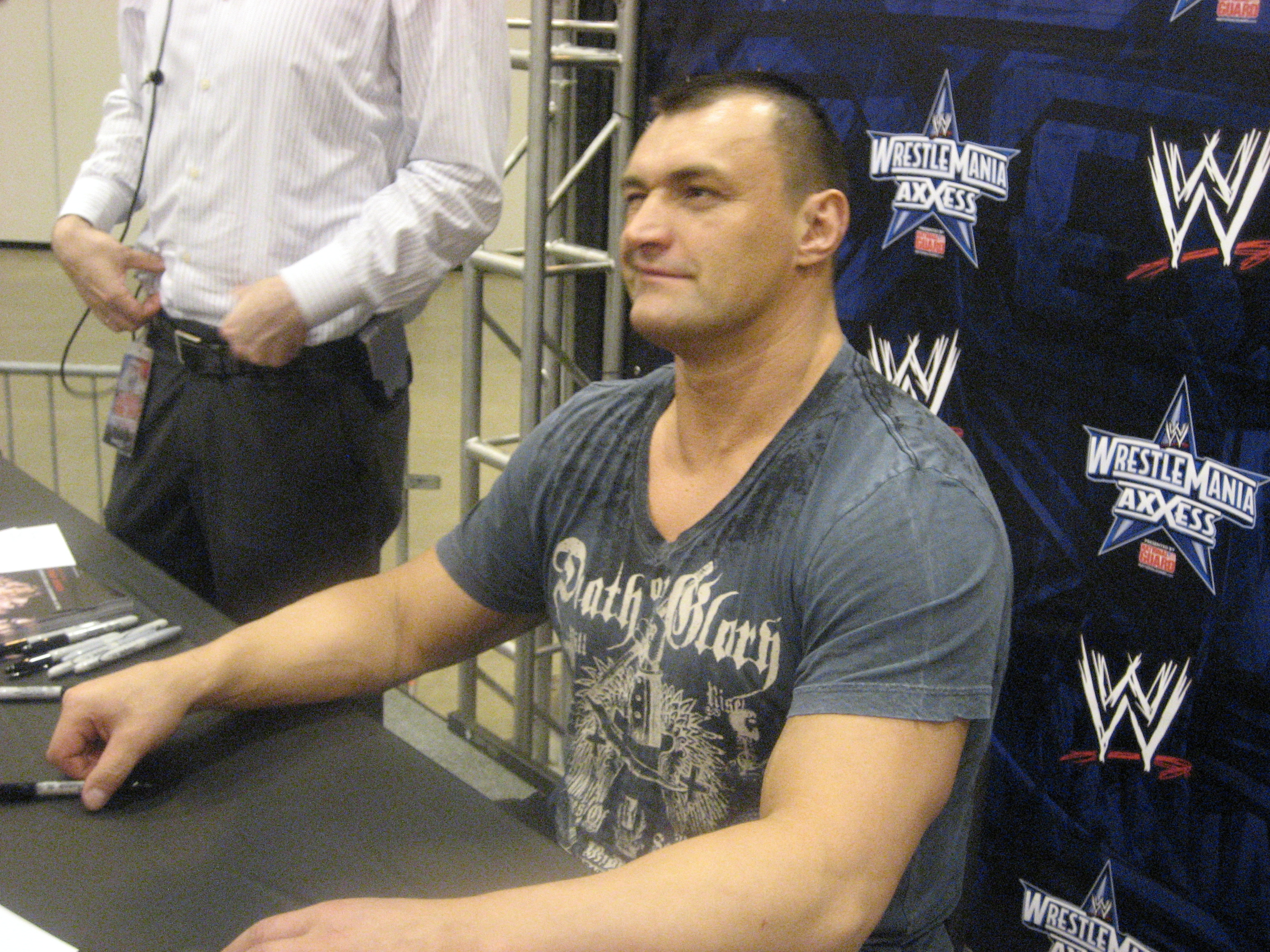
Prudius en el WrestleMania XXV Fan Axxess.

Participó en el Royal Rumble en el cual eliminó a The Great Khali, Carlito y MVP, pero fue eliminado por Triple H. Luego, consiguió clasificarse para la Elimination Chamber match por el Campeonato de la WWE en el No Way Out ganando una Battle Royal el 5 de febrero, pero fue eliminado por The Undertaker después de un "Last Ride". Durante las semanas siguientes anunció que quería acabar con el invicto de The Undertaker en WrestleMania XXV llegando a derrotar al propio Undertaker en SmackDown el 27 de febrero de 2009.
Su invicto llegó oficialmente a su fin en la edición del 2 de marzo en RAW, donde Kozlov fue derrotado por Shawn Michaels, para ver quien se enfrentaría a The Undertaker en WrestleMania XXV. El 13 de abril de 2009 pasó a la marca ECW por el Draft 2009. En su primera lucha importante en esa marca hizo equipo con William Regal venciendo a Christian & Tommy Dreamer.
En la edición del 7 de julio, Kozlov fue derrotado por Christian en una lucha para definir un contendiente para el Campeonato de la ECW en Night of Champions. Tras esto, empezó a hacer equipo con William Regal y Ezekiel Jackson, atacando junto a Jackson a Christian en SummerSlam después de su pelea contra Regal. En la edición del 22 de septiembre de ECW, participó de una Battle Royal para definir al nuevo retador al quien sería el retador al Campeonato de la ECW, siendo el ganador Zack Ryder. Sin embargo, después de Survivor Series, Jackson cambió a face, empezando los dos un feudo por irse Jackson del equipo. Jackson cambió a heel cuando le derrotó y William Regal expulsó a Kozlov del equipo, volviéndose face.

#### 2010-2011

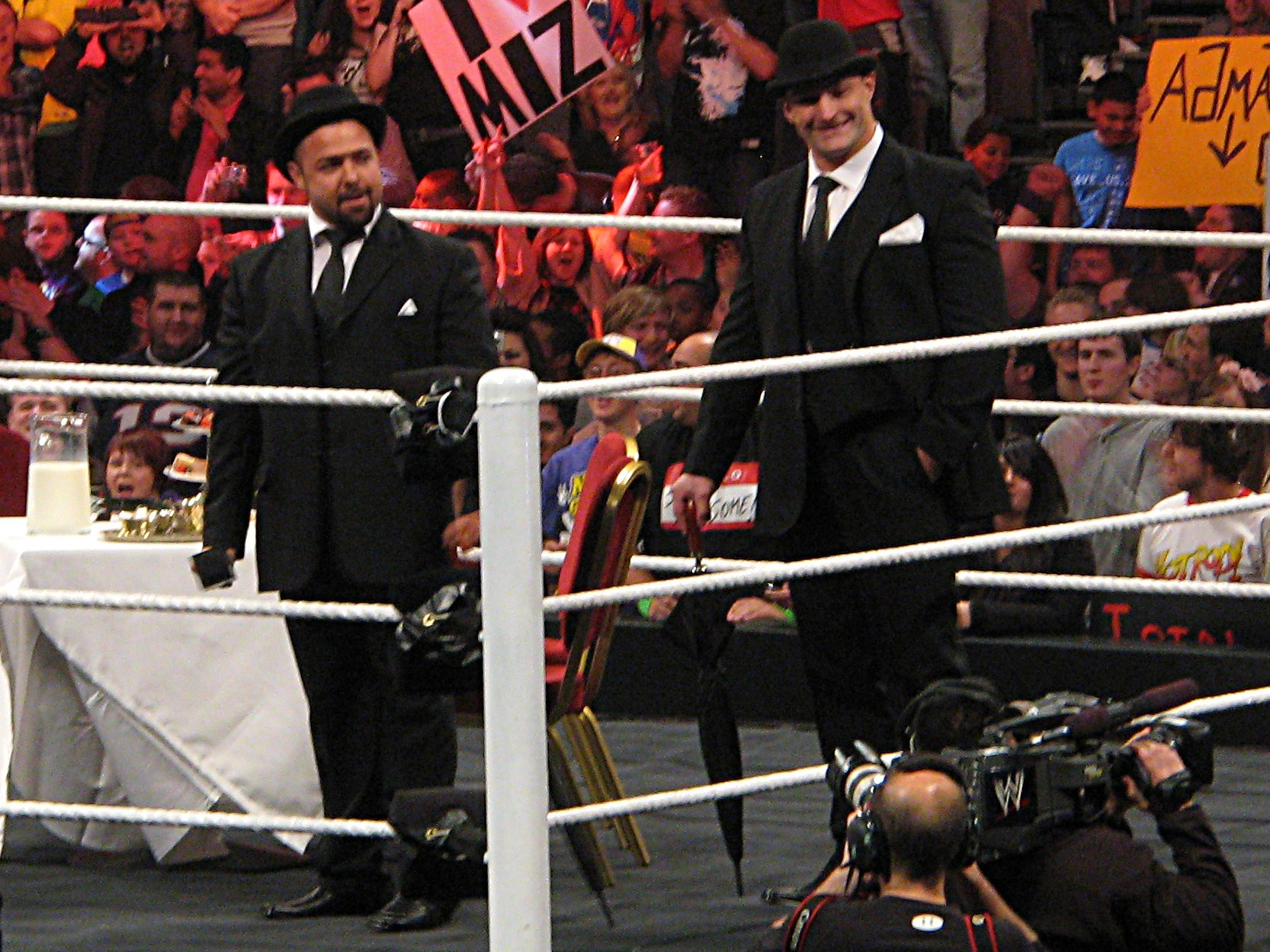
Kozlov haciendo equipo con Marella en RAW en Inglaterra.

Luego fue cambiado a la marca RAW, debido al cierre de la ECW. Hizo su aparición en el RAW del 8 de marzo del 2010, atacando a John Cena, dándole la victoria a Vince McMahon, volviéndose nuevamente heel. Luego, el 22 de marzo se enfrentó a Kofi Kingston en una lucha para participar en el Money in the bank de Wrestlemania XXVI, pero fue derrotado. participó en un battle royal de 26 hombres en Wrestlemania 26 Donde eliminó a The Hart Dynasty Pero no pudo ganar ya que fue eliminado por Mike Knox. El 31 de mayo intervino en una lucha entre William Regal & Maryse contra Santino Marella & Eve Torres, atacando a Regal, cambiando a face y formando una pareja con Marella Juntos, empezaron un feudo con The Nexus, enfrentándose a ellos en varias ocasiones, siendo derrotados por ellos en una lucha por el Campeonato en Parejas de la WWE en Night of Champions. Sin embargo, el 6 de diciembre en RAW ganó junto a Santino Marella el Campeonato en Parejas de la WWE, derrotando con ayuda de John Cena a los excampeones The Nexus (Justin Gabriel & Heath Slater), lucha en la que también participaban The Usos (Jimmy & Jey Uso) y Yoshi Tatsu & Mark Henry. En TLC: Tables, Ladders & Chairs retuvieron el Campeonato en Parejas de la WWE frente a Slater & Gabriel por descalificación después de que Michael McGillicutty atacara a Marella. Después del combate siguió siendo atacado por The Nexus. En Tribute to the Troops participó en una Battle Royal de 15 hombres siendo el ganador Mark Henry. Participó en el Royal Rumble, pero no logró ganar y en Elimination Chamber perdió el título de parejas. Luego, se alió junto a Big Show & Kane contra The Corre para enfrentarse a ellos en WrestleMania XXVII, pero el día antes en el WrestleMania XXVII Fan Axxess fue atacado por The Corre, lesionándole (Kayfabe) y siendo sustituido por Kofi Kingston. El 17 de julio fue derrotado por Jinder Mahal con la ayuda de The Great Khali. En NXT, comenzó un feudo con JTG, derrotándole siempre. El 2 de agosto en Smackdown (transmitido el 5 de agosto) fue derrotado por Mark Henry dejándolo lesionado y fue su última lucha en la WWE. El 5 de agosto fue despedido de la WWE.

### Circuito independiente (2011-2012)
El 30 de agosto de 2011, se anunció que Prudius haría su primera aparición tras ser despedido de la WWE el 3 de septiembre en la promoción japonesa Inoki Genome Federation (IGF) bajo el nombre de Alexander Kozlov.

## Retiro
El 16 de octubre de 2012 Prudius anunció su retiro de la lucha libre profesional.

## En lucha

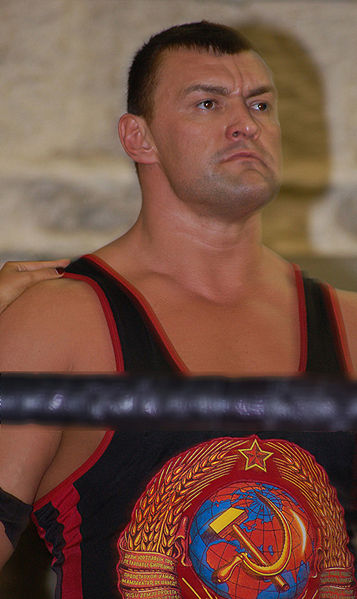
Kozlov durante su etapa en la OVW.

- Movimientos finales 
  - Iron Courtain[3][4] (Leg trap chokeslam)[14][15] - 2008-presente
  - Kremlin Krunch[5][16] (Argentine backbreaker rack drop)[17] - 2006-2008
  - Battering ram a un oponente cargando[3][18][19] - 2007-presente
  - Scoop inverted DDT[20][21] - 2008-2009

- Movimientos de firma
  - Scoop slam[3][22]
  - Trapping headbutts[3]
  - Múltiples turnbuckle thrusts
  - Big boot al pecho del oponente[14]
  - Múltiples kicks al pecho o headbutts a la espalda de un oponente atrapado horizontalmente en el turnbuckle[3][19][23]
  - Over the shoulder arm drag
  - Fallaway slam[3][14]
  - Vertical suplex slam - 2006-2008
  - Front kick[3]
  - Shoulder block
  - DDT
  - Múltiples variaciones de suplex
    - Northern lights
    - Side belly to belly/Overhead belly to belly
    - Vertical
    - German 2006-2007
- Apodos
  - "The Moscow Mauler (El Torturador de Moscú)"[5]
  - "The Soviet Cyborg (El Orgaciber Soviético)"[24]
  - "The Soviet War Machine (La Máquina De Guerra Soviética)"[25]

## Campeonatos y logros

### Artes marciales
- Sambo
  - 2005 USA Open Heavyweight Sambo Champion

- United States Kickboxing Association
  - USKBA International Heavyweight Grappling Champion (1 vez)

### Lucha libre profesional
- Ohio Valley Wrestling
  - OVW Heavyweight Championship (1 vez)

- World Wrestling Entertainment
  - WWE Tag Team Championship (1 vez) - con Santino Marella
  - Slammy Award (1 vez)
    - Breakout Star of the Year (2008)[26]

- Pro Wrestling Illustrated
  - Situado en el N°149 en los PWI 500 del 2008[27]
  - Situado en el Nº53 en los PWI 500 de 2009[28]
  - Situado en el Nº155 en los PWI 500 de 2010[29]
- Wrestling Observer Newsletter
  - WON Luchador más sobrevalorado - 2008
  - WON Peor lucha del año - 2008, vs. Triple H vs. Edge (Survivor Series, Boston, MA, 23 de noviembre)